# Mario Cimarro
Mario Antonio Cimarro Paz (n. 1 iunie 1971, Havana, Cuba) este un actor mexican de origine cubaneză. Este cunoscut datorită rolurilor sale din telenovele. A emigrat in Mexic și a devenit cetățean naturalizat al acestei țări. Acum trăiește în Columbia și colaborează cu RTI Colombia.

## Telenovele
- Los Herederos Del Monte (2011)
- Mar de amor (2009)
- Trădarea (2008)
- Trupul dorit (2005)
- Jurămăntul (2003)
- Pisica sălbatică (2002)
- Mai mult decât iubire, frenezie (2001)
- Casa de pe plajă (2000)
- Amor latino (2000)
- Femeia vieții mele (1998)
- Uzurpatoarea (1998)
- Lume bună (1997)
- Sentimente străine (1996)
- Cântec de iubire (1996)
- Acapulco,corp și suflet (1995)